# Desa Katikuwai
Desa Katikuwai är en administrativ by i Indonesien.   Den ligger i provinsen Nusa Tenggara Timur, i den södra delen av landet, 1 500 km öster om huvudstaden Jakarta. Desa Katikuwai ligger på ön Pulau Sumba.